# Case Closed: The Mirapolis Investigation
Case Closed: The Mirapolis Investigation (conhecido como Detective Conan: Tsuioku no Mirajiyu no Japão), é um jogo para Wii baseado no popular anime e mangá Detective Conan (nos Estados Unidos Case Closed). Os jogadores usam o Wii Remote para encontrar pistas e resolver os casos.

## Jogabilidade
Os personagens são projetados em modelos 3D. Durante o jogo, o Wii Remote é usado para resolver os casos em um ponto e em modo de clique (semelhante aos jogos Sam & Max e Monkey Island). Há momentos em que Conan viaja em uma arcada onde os jogadores podem jogar minigames.

## Elenco

### Elenco Principal
Veronica Taylor como Conan Edogawa
Liam O'Brien como Jimmy Kudo
Colleen O'Shaughnessey como Rachel Moore
R. Martin Klein como Richard Moore
Mona Marshall como Amy Yeager
Debora Rabbai como Mitch Tennison
Mike Sinterniklaas como George Kaminski
Lindsey Warner como Anita Hailey
Kevin McDonald como Harley Hartwell
Amy Birnbaum como Katrina Tolliver
Christopher C. Adams como Jack Chase
Bridget Hoffman como Utako Chase
Yuri Lowenthal como Keith Kozlof
Rebecca Soler como Linda Hill
Lisa Ortiz como Emily Hill
Bill Rogers como Jim Oger
Bella Hudson como Jess Rayburn
Chris Edgerly como Al Watson
Amanda Brown como Meg Wexham
Kerry Williams como C.J. Arnold
Marc Thompson como Buster

### Vozes adicionais
Amy Palant
Michael McConnohie
Michelle Ruff
Jimmy Zoppi

## Enredo
O jogo segue as aventuras de Conan Edogawa, Rachel Moore e Richard Moore para resolver os casos de forma episódica.